# Arndt Mallepree
Arndt Mallepree (* 1970 oder 1971) ist ein deutscher Taekwondoin und zweifacher Weltmeister im P34-Para-Wettbewerb der Männer in der Formenlauf-Disziplin Pumsae.

## Sportliche Laufbahn
Mallepree begann 1989 mit dem Training der koreanischen Kampfkunst Taekwondo, nachdem er zunächst Judo und Jiu-Jitsu ausprobiert hatte. Seit 1998 trainiert er im Sportverein An-Do Wattenscheid e.V. in Bochum.
Im Jahr 2013 erlitt Malleepree nach einem Unfall acht Schlaganfälle. Nach dem darauffolgenden Krankenhaus- und Reha-Aufenthalt begann er, an Taekwondo-Pumsae-Wettbewerben teilzunehmen. Er startet in der Klasse P34, in welcher Sportler mit ein- oder beidseitigen mittleren körperlichen Beeinträchtigungen antreten.
2023 wurde Malleepree bei den Para-Weltmeisterschaften in Veracruz Weltmeister im P34-Wettbewerb der Männer ab 30 Jahren. Im selben Jahr wurde er bei den Europameisterschaften in Innsbruck Europameister, ebenfalls im P34-Wettbewerb. Er nahm darauffolgend an den Para-Pumsae-Weltmeisterschaften 2024 in Bahrain teil, bei welchen er den P34-Wettbewerb gewann und somit seinen Weltmeistertitel verteidigte. Bei den Europameisterschaften in Tallinn wurde er ein zweites Mal Europameister im P34-Wettbewerb der Herren.
Neben dem Taekwondo ist Mallepree auch zertifizierter Ausbilder in den Kampfkünsten Jeet Kune Do und Kali, welche er als Schüler von Daniel Arca Inosanto erlernte.

## Werdegang
Mallepree ist Polizeibeamter und Leiter der Mordkommission der Polizei Bochum.

## Ehrungen
2023: Polizeisportler des Jahres in Nordrhein-Westfalen.
2024: Leistungssport-Ehrennadel in Gold mit goldenem Lorbeerkranz der Deutschen Taekwondo Union